# 윌케르
윌케르(튀르키예어: Ülker)는 터키의 식품 기업이다. 110개국에 수출하고 있다. 핵심 제품으로는 비스킷, 쿠키, 크래커, 초콜릿이지만 다른 제품 분류로 확장을 진행 중이다.